# Liste der Mitglieder der National Academy of Sciences/1898
Im Jahr 1898 wählte die National Academy of Sciences der Vereinigten Staaten 11 Personen zu ihren Mitgliedern.

## Neugewählte Mitglieder
- David Gill (1843–1914)
- Felix Klein (1849–1925)
- Joseph Lister (1827–1912)
- Henri Moissan (1852–1907)
- Jules Poincare (1854–1912)
- John Rayleigh (1842–1919)
- Eduard Strasburger (1844–1912)
- Eduard Suess (1831–1914)
- Henri de Lacaze-Duthiers (1821–1901)
- Adolf von Baeyer (1835–1917)
- Karl Alfred von Zittel (1839–1904)